# ミハイロ・イリッチ
ミハイロ・イリッチ（セルビア語: Михајло Илић, ラテン文字転写: Mihajlo Ilić、2003年6月4日 - ）は、セルビアのサッカー選手。ポジションはディフェンダー。

## 経歴

### パルチザン・ベオグラード
2016年にパルチザン・ベオグラードの下部組織に加入し、2020年10月にプロ契約を締結した。
2021年11月21日、FKヴォイヴォディナ・ノヴィ・サド戦でセルビア・スーペルリーガデビューを果たした。
2022年7月、パルチザンとの契約を2027年まで延長した。
2022年11月6日、FK TSC戦で初のセルビア・スーペルリーガ先発出場を果たした。
2023年2月16日、FCシェリフ・ティラスポリ戦でUEFA主催クラブ大会デビューを果たした。

### ボローニャ
2024年1月19日、移籍金450万ユーロの4年半契約でボローニャFCに加入した。
2024年9月12日、1年契約のレンタル移籍でパルチザンに復帰した。